# Окен, Маргрета
Маргрета Хелле Окен (дат. Margrete Helle Auken, род. 6 января 1945, Орхус) — датская женщина-политик и теолог, депутат Европейского парламента (MEP) с 2004 года и член Социалистической народной партии Дании, входящей в Европейскую партию зелёных.

## Ранняя биография и образование
Окен получила образование в Копенгагенском университете и также является приходским священником (дат. sognepræst) в церкви Фредериксберг, относящейся к Церкви Дании.

## Карьера
Окен была депутатом фолькетинга (датского парламента) с октября 1979 года по декабрь 1990 года и с сентября 1994 года по июнь 2004 года.
Когда она была избрана единственным кандидатом от Социалистической народной партии в Европейский парламент в 2004 году, то вызвала бурю возмущения в своей партии, когда решила без её одобрения присоединиться к фракции Зелёные — Европейский свободный альянс вместо фракции Европейские объединённые левые / Лево-зелёные Севера.
В Европейском парламенте Окен работает в Комитете по окружающей среде, общественному здравоохранению и безопасности пищевых продуктов с 2014 года. Ранее она была членом Комитета по транспорту и туризму (в 2004—2007 годах), Комитета по развитию (2005—2009 годы). В 2007 году она также присоединилась к работе в Комитете по петициям.
Помимо своих обязанностей в комитете, Окен является членом делегации по связям с Палестиной. Она также входит в состав межпарламентской группы Европейского парламента по благополучию и сохранению животных и Межпарламентской группы Европейского парламента по морям, рекам, островам и прибрежным районам.
Окен была переизбрана в Европейский парламент в 2019 году.

## Личная жизнь
Братом Маргреты является Свенд Окен, датский политик, министр окружающей среды в первом кабинете Хелле Торнинг-Шмитт. У Маргреты Окен трое детей. Её дочь Ида Окен также является священником и политиком, хотя с 2014 года она член датской Социал-либеральной партии, в отличие от своей матери.